# 蒙弗拉圭國家公園
蒙弗拉圭國家公園（西班牙語：Parque nacional de Monfragüe）是位於西班牙埃斯特雷馬杜拉的一座國家公園。蒙弗拉圭國家公園是眾多珍惜鳥類的棲息地。

## 地名
蒙弗拉圭来自拉丁语，对应的西班牙语可以写成，意为崎岖的山。

## 历史
蒙弗拉圭在1979年成為自然公園，2003年成为联合国教科文组织认定的生物圈保护区，2007年升格成為國家公園。
2016年底，蒙弗拉圭国家公园成为暗空保育區。

## 物种
公园内重要的物种有伊比利亞猞猁，火蠑螈和秃鹫。

## 图集

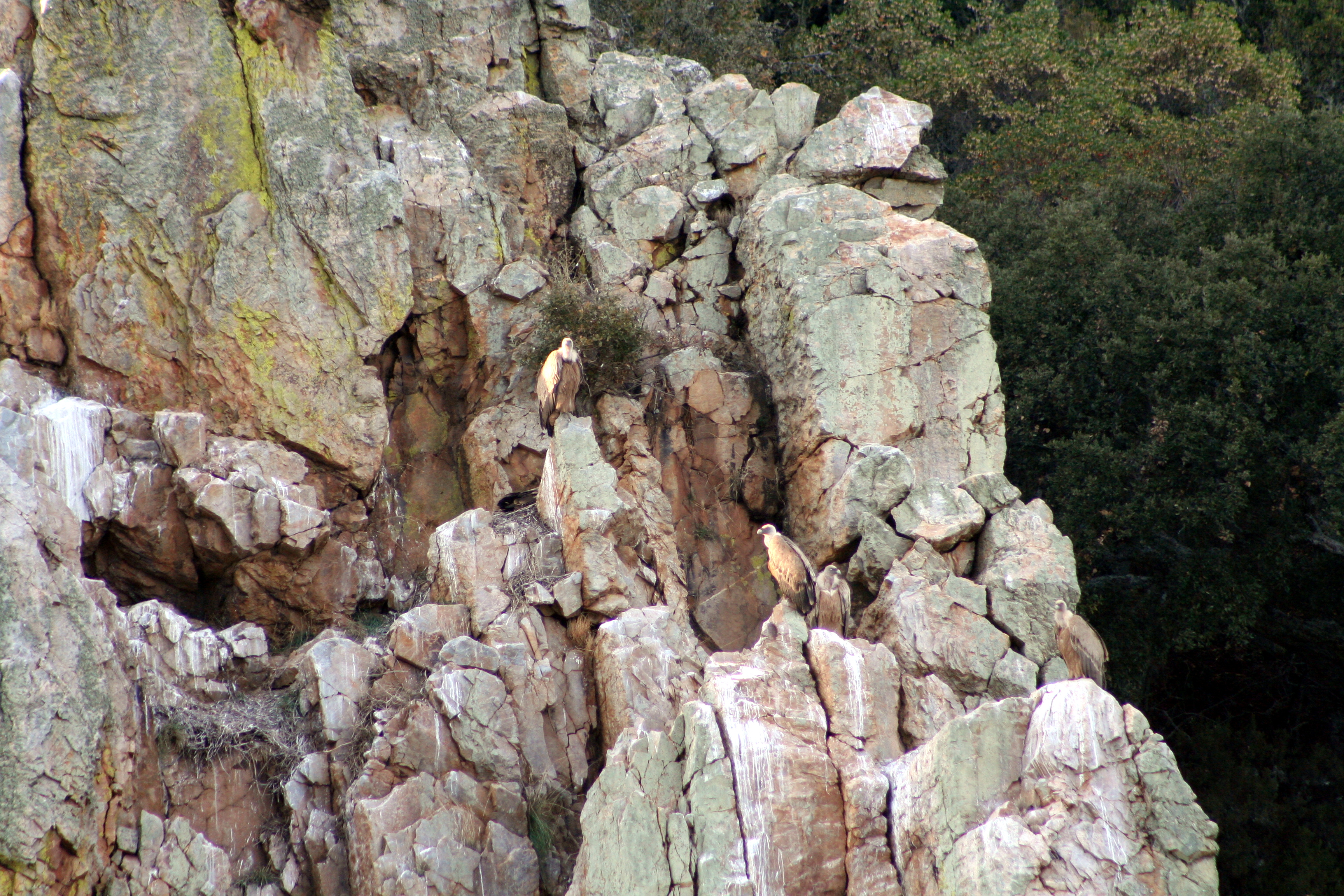
岩石上的西域兀鹫
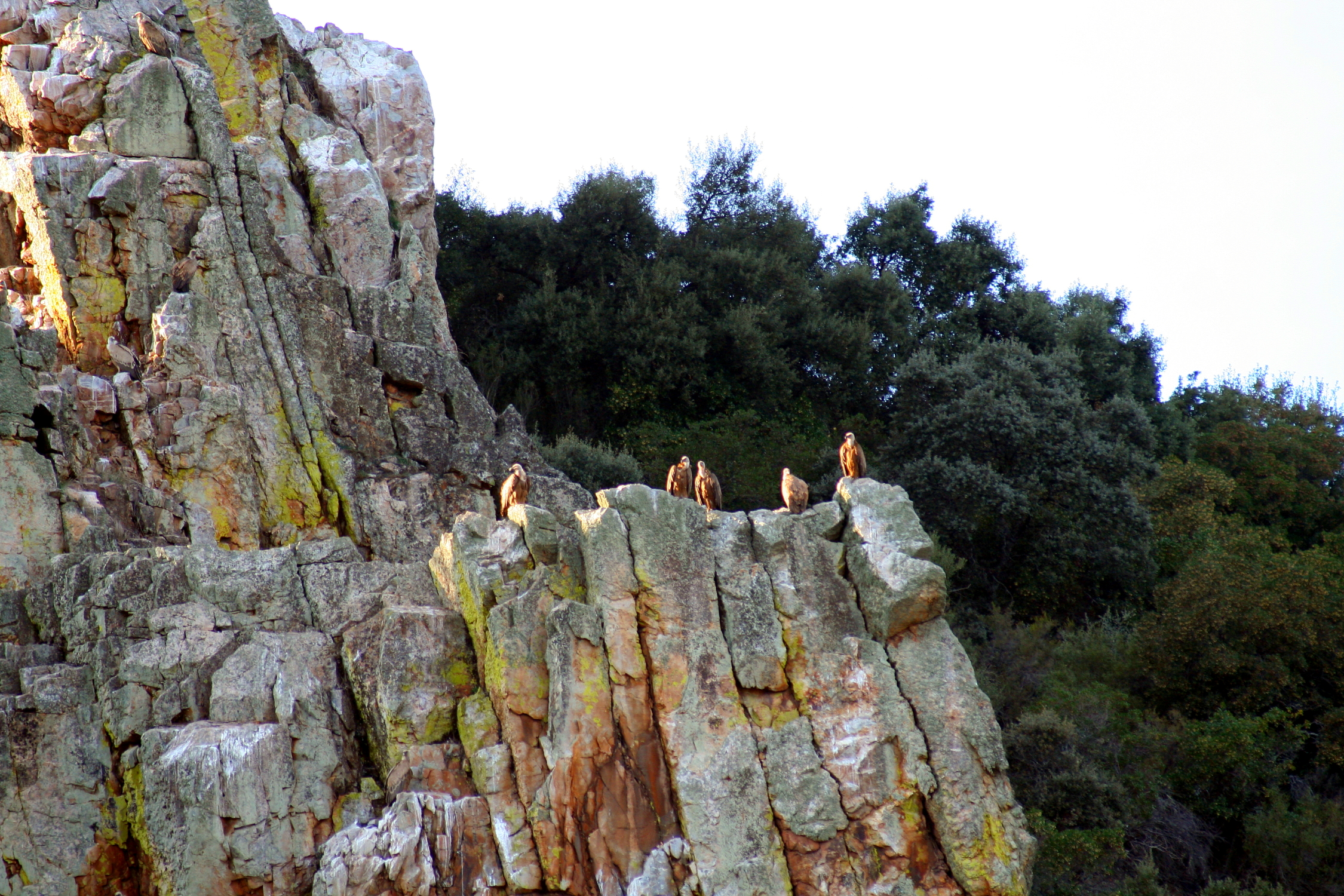
岩石上的西域兀鹫
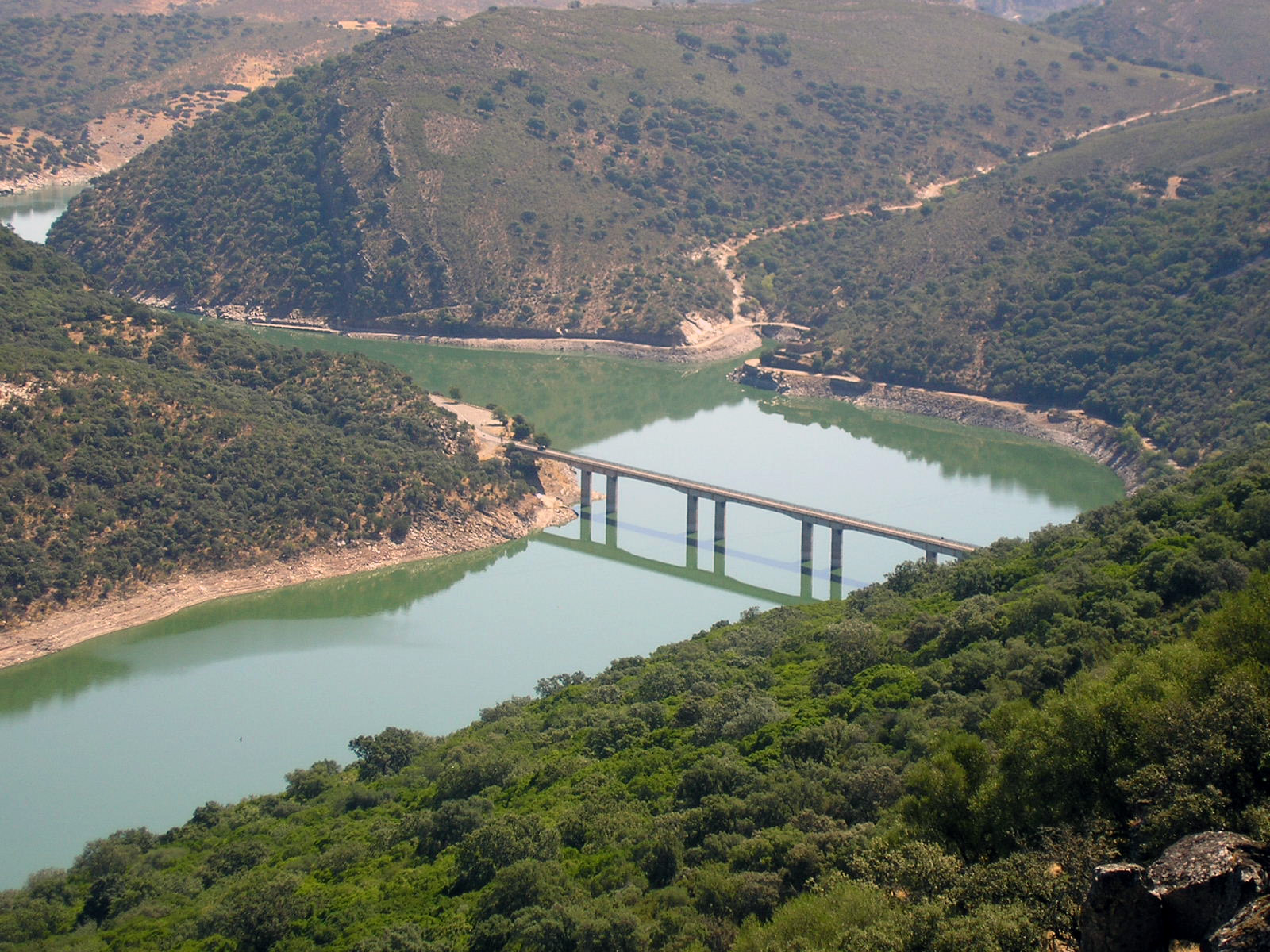
塔霍河上的桥
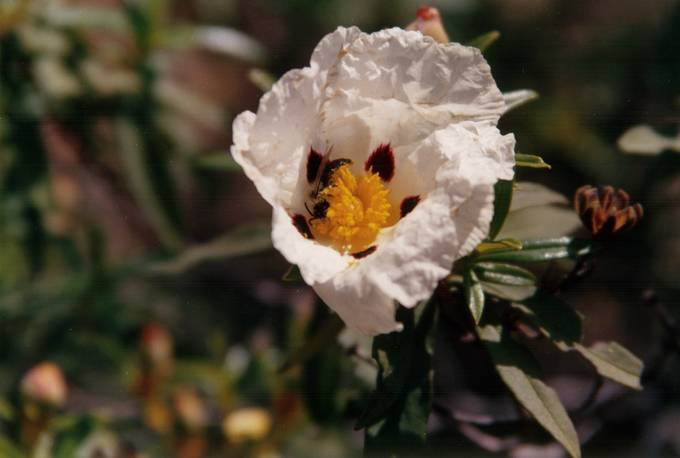
绽放的膠薔花
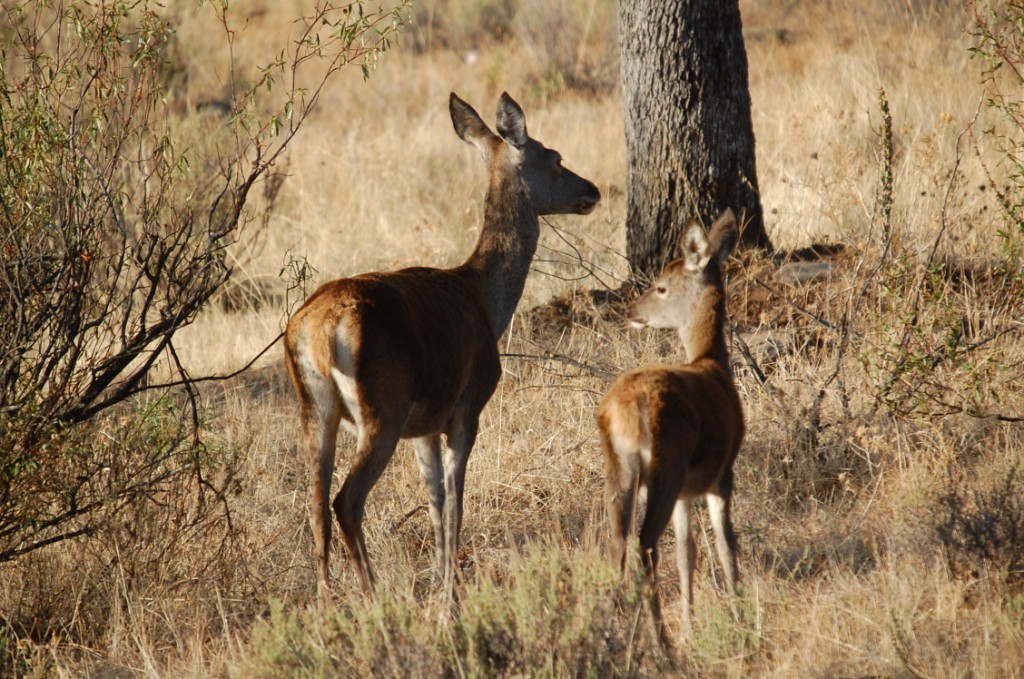
两只欧洲马鹿
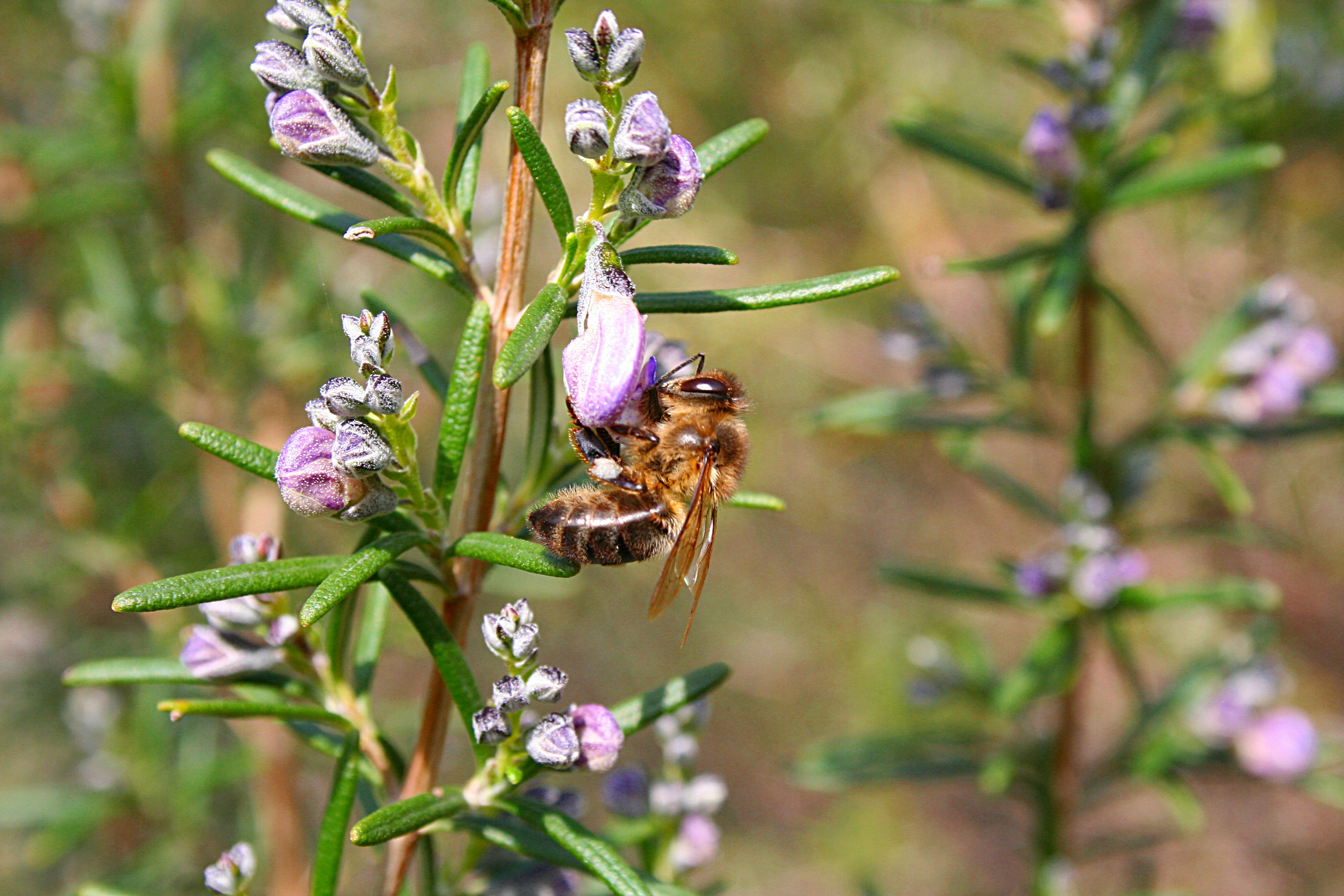
正在采蜜的蜜蜂
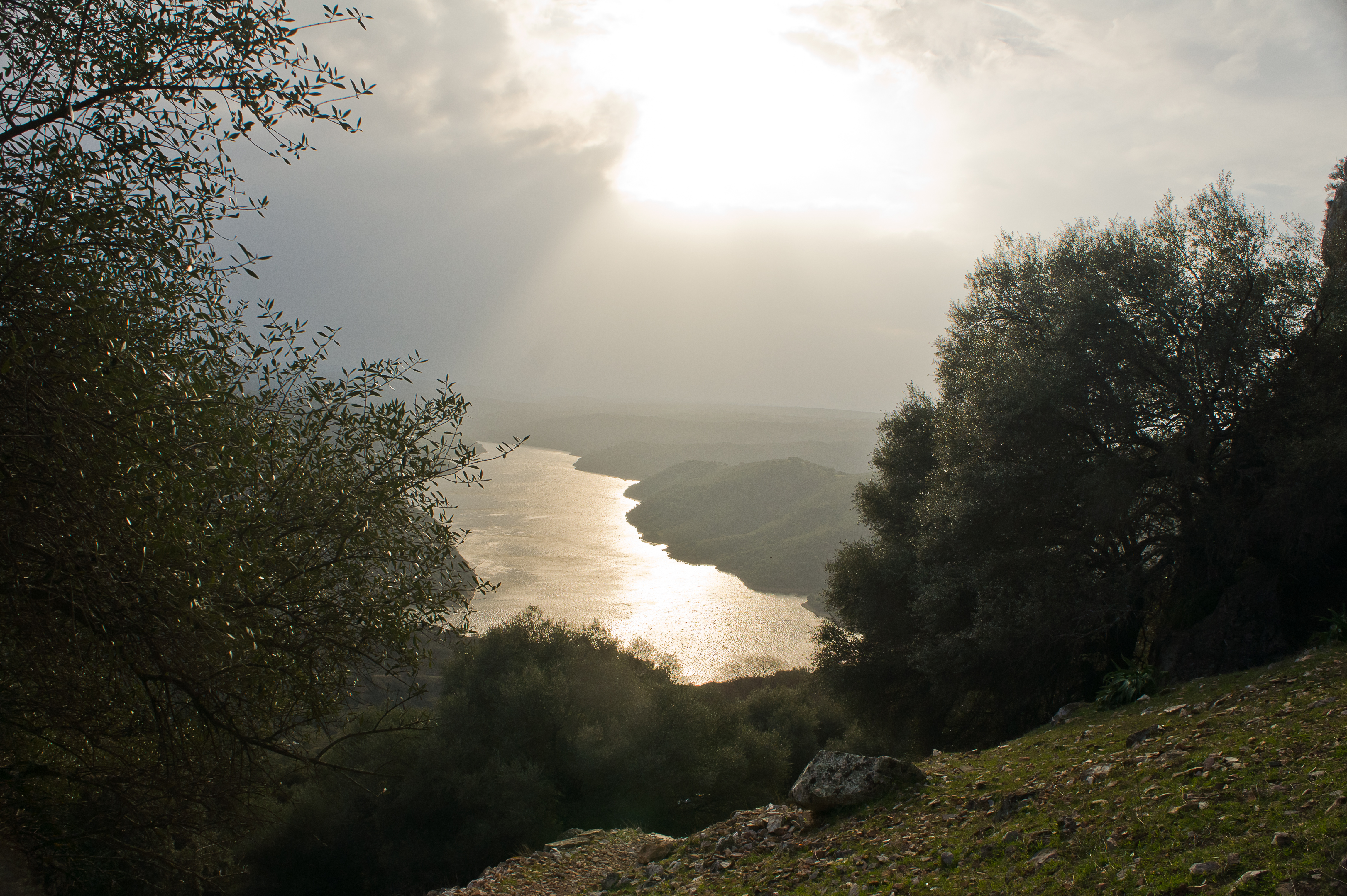
塔霍河穿过公园
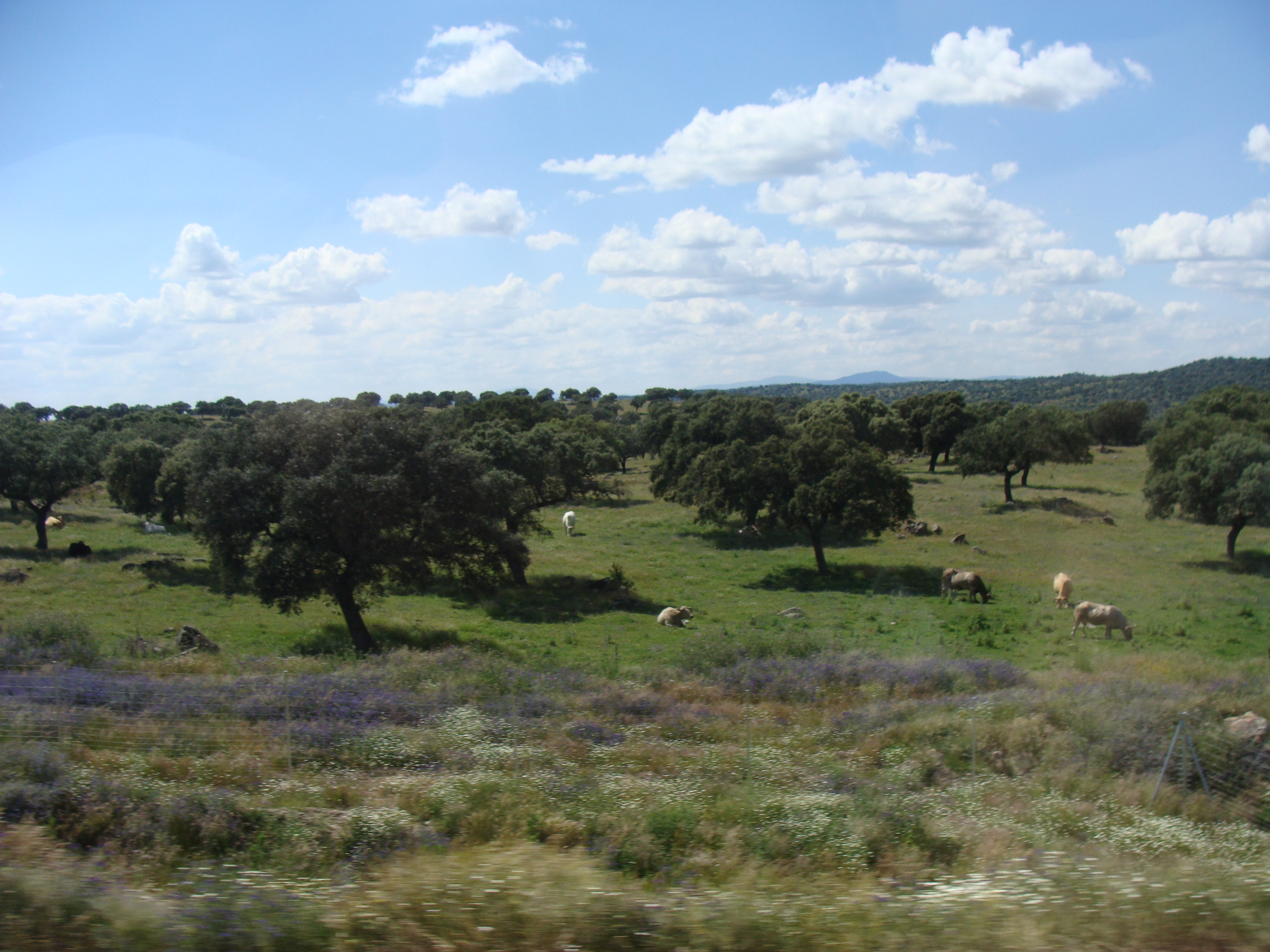
冬青櫟
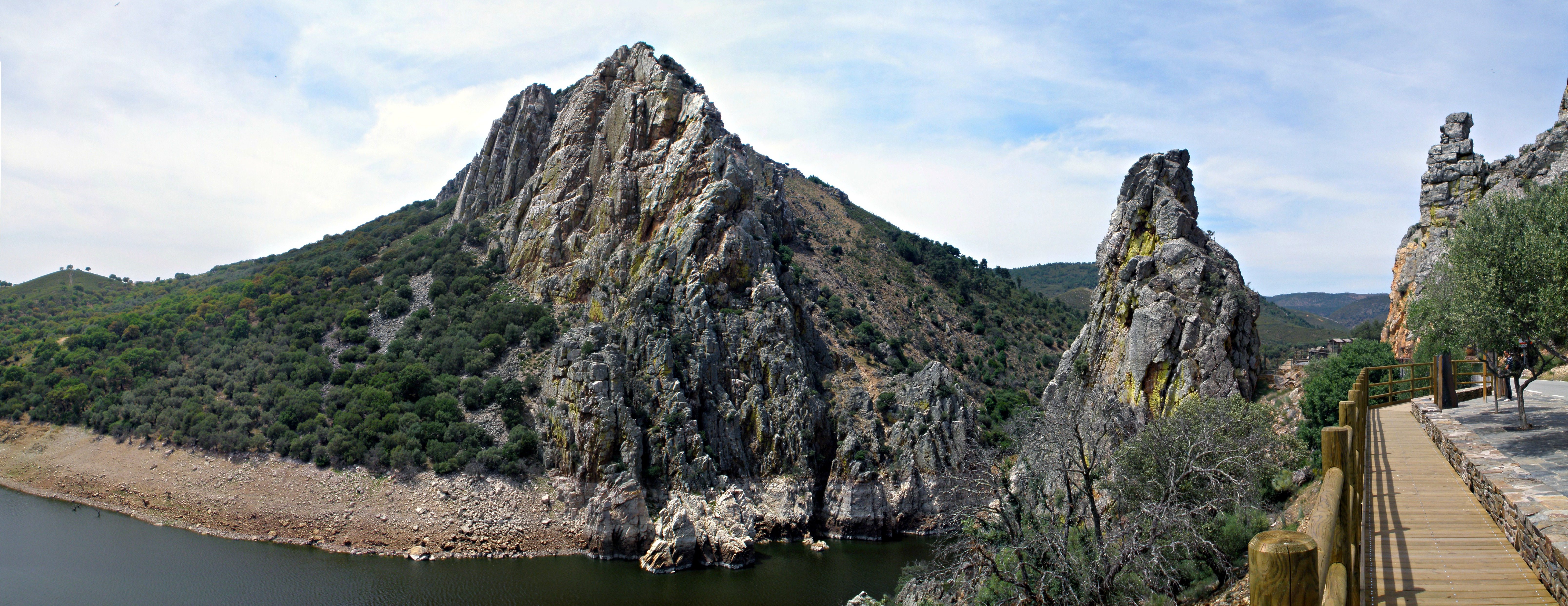
瞭望台
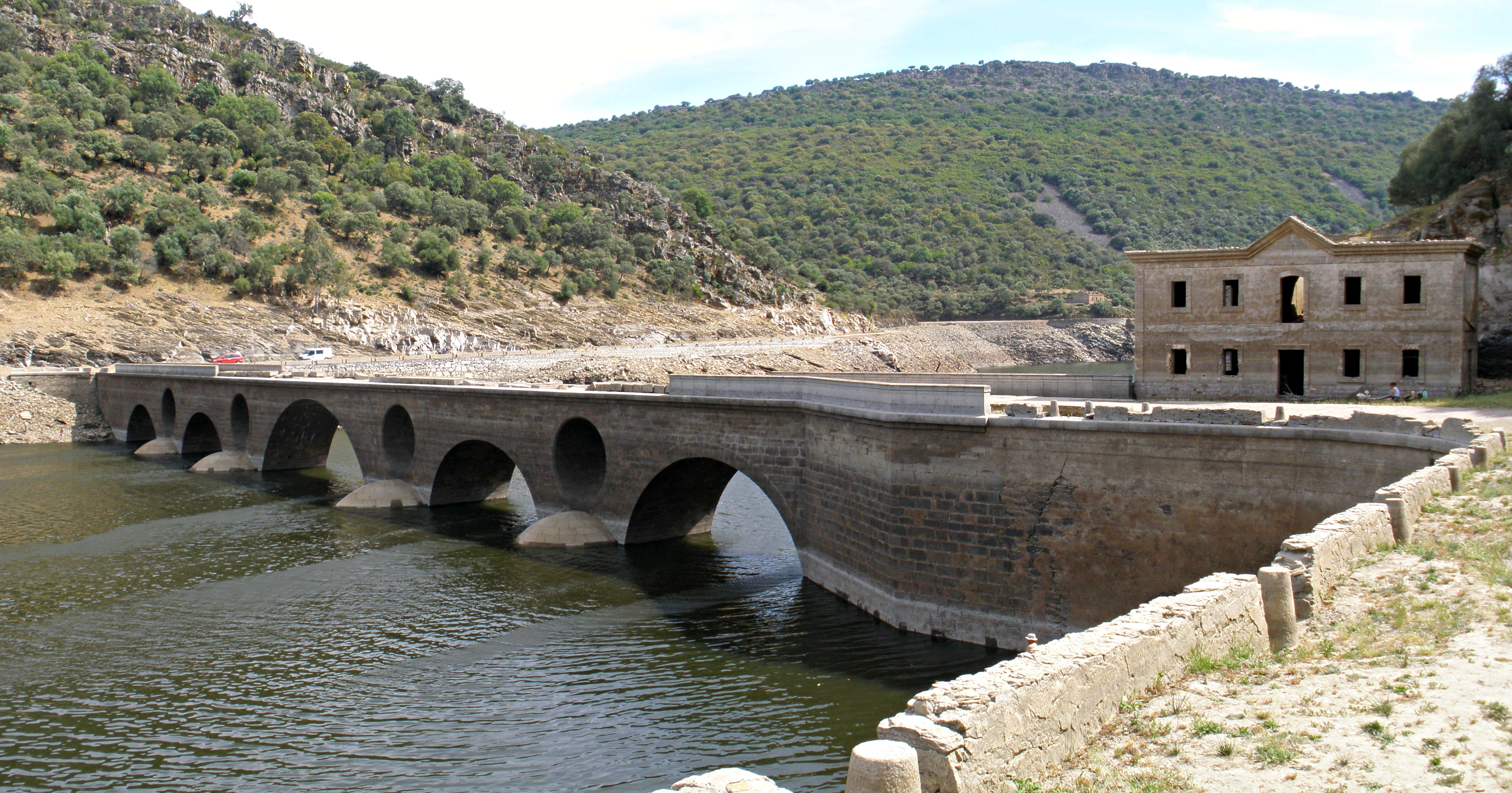
桥